# Armando Gentilucci
Armando Gentilucci (Lecce, 8 ottobre 1939 – Milano, 12 novembre 1989) è stato un compositore, musicologo e critico musicale italiano.

## Biografia
Nato in una famiglia di musicisti, Gentilucci ha studiato composizione a Milano sotto la guida di Bruno Bettinelli e Franco Donatoni.
Dopo essere stato docente nei conservatori di Bolzano e di Milano, dal 1969 alla morte (avvenuta prematuramente nel 1989) ha diretto l'istituto musicale "Achille Peri" di Reggio Emilia. Ha affiancato all'attività di musicista quella di critico, saggista e musicologo.
Negli anni settanta è stato tra i fondatori di Musica/Realtà, associazione culturale che ha prodotto rassegne di musica contemporanea oltre ad una storica ed importante rivista periodica.
È stato autore di un'importante Guida all'ascolto della musica contemporanea (Edizioni Feltrinelli, 1969), della Introduzione alla musica elettronica (Feltrinelli, 1972) nonché dello scritto Oltre l'Avanguardia, un invito al molteplice (Discanto Edizioni, 1980).

## Stile
Dopo gli esordi compositivi, influenzati dalla poetica di Béla Bartók, Edgard Varèse e Charles Ives, produsse brani connotati da un notevole impegno ideologico e da precise scelte materiche; non fu immune alla tecnica dell'assemblaggio di materiali eterogenei. Significativi in questo senso sono i brani "Cile, 73" e "...come qualcosa palpita nel fondo..." per violino e nastro magnetico.
Successivamente, in modo particolare nel corso degli anni ottanta, la sua scrittura diventa sempre più flessuosa, tesa alla creazione di un personale linguaggio denso di suggestivo lirismo e finezze sonore (la sua stessa scelta delle altezze in quest'ultimo periodo tiene conto prevalentemente del fattore timbrico); in tutto ciò, però, Gentilucci non ebbe intenti puramente coloristici o decorativi, ma fu semmai il logico evolversi della sua aspirazione ad un'espressività densa e spesso molto sofferta, con un utilizzo abbastanza ricorrente di dinamiche estreme.

## Alcune opere rappresentative
- Fantasia n.2 per flauto, archi e percussione (1968)
- Sequenze per orchestra (1968 dirette da Ettore Gracis al Teatro La Fenice di Venezia)
- Rifrazioni per archi (1969)
- Canti di Majakovskij per voci e strumenti (1970)
- Diagramma per clarinetto, violino e pianoforte (1970)
- Studi per un dies irae per orchestra (1971-1972)
- Cile, 73 per quintetto di fiati (1973)
- ...come qualcosa palpita nel fondo... per violino e nastro magnetico (1973-1980)
- In divenire per viola e orchestra (1974)
- Molteplice per trio e nastro magnetico (1976)
- Mensurale per 11 archi (1977)
- Trama per 10 fiati (1977)
- Il tempo sullo sfondo per orchestra (1978)
- Lieve suonò la notte per violino e pianoforte (1979)
- Gesti e risonanze per  clarinetto in La e percussione (unico esecutore) (1980)
- In alto le stelle per 9 strumenti (1982)
- Nei quieti silenzi per 11 strumenti (1983)
- Al telaio del tempo per clarinetto (1983)
- Dove non sono confini per violoncello (1985)
- Le clessidre di Dürer per 4 strumenti (1985)
- In acque solitarie per flauto solo (1986)
- Moby Dick, opera su libretto del compositore, da Herman Melville (1988)
- Lo scrigno dei suoni per pianoforte (1988)
- Rien de plus per soprano e 10 strumenti (1989) - Prima esecuzione assoluta: Bergamo 3 marzo 1990. Barbara Lazotti, soprano. Gruppo Musica Aperta diretto da Vittorio Bonolis.